# Walter Olkewicz
Walter Olkewicz (Bayonne, Nueva Jersey, 14 de mayo de 1948 - Reseda, California, 6 de abril de 2021) fue un actor estadounidense que interpretó a Marko en Wizards and Warriors y al entrenador Wordman en Making the Grade. También apareció en series como Night Court, Seinfeld, ER y Who's the Boss?, y como semi-regular en el show de variedades de Dolly Parton de 1987-88, Dolly!. Él también interpretó a Jacques Renault en Twin Peaks.
Falleció el 6 de abril de 2021 en su domicilio de Los Ángeles tras veinte años de enfermedad.

## Filmografía

### Cine
- Par 6 (2001) .... Walt Hegelman
- Emergency Room 2 (1999) (VG)
- You're Killing Me... (1999) .... Embalsamador
- Meeting Daddy (1998) .... Dink Branson
- Suicide, the Comedy (1998)
  - ... también conocido comoThe Intervention (1998) (USA)
- Milo (1998) .... Jack Wyatt
- Tourist Trap (1998/I) (TV)
- In Dark Places (1997) .... Vendedor
- Pronto (1997) (TV) .... Jimmy 'the Cap' Capotorto
- Raven (1997) .... Bernie DeFrewd
- Big Packages (1996) .... Richie
- Last Days (1996) .... Warden Phillips
- Stuart Saves His Family (1995) .... Larry Skoog
- The Good Old Boys (1995) (TV) .... Fat Gervin
- El Cliente (1994) .... Romey Clifford
- Exquisite Tenderness (1995) .... Dr. Meade
  - ... también conocido como Die Bestie im weißen Kittel (1995) (Alemania)
  - ... también conocido como Exquisite Tenderness - Höllische Qualen (1995) (Alemania)
  - ... también conocido como The Surgeon (1995)
- Grace Under Fire (1993) serie de televisión .... Dougie
- Twin Peaks: Fire Walk with Me (1992) .... Jacques Renault
  - ... también conocido como Twin Peaks (1992) (France)
- The Big Picture (1989) .... Babe Ruth
- Everybody's Baby: The Rescue of Jessica McClure (1989) (TV)
- Full Exposure: The Sex Tapes Scandal (1989) (TV)
  - ... también conocido como The Sex Tapes Scandal (1989) (TV)
- Baja Oklahoma (1988) (TV) .... Ojo Privado
- Dolly (1987) TV Series .... Bubba (15 episodios)
- Stillwatch (1987) (TV) .... Sid Sherman
- Many Happy Returns (1986) (TV)
- Los rompecorazones (Hearthbreaker) (1984) .... Marvin
- Making the Grade (1984) .... Entrenador Wordman
- Partners in Crime (1984) TV Series .... Harmon Shain
  - ... también conocido como 50/50 (1984) (Europa)
- Calamity Jane (1984) (TV) .... Will Lull
- Jimmy the Kid (1983) .... Kelp
- Circle of Power (1983) .... Buddy Gordon
  - ... también conocido como Mystique, Brainwash (1983)
  - ... también conocido como The Naked Weekend (1983)
- Wizards and Warriors (1983) serie de televisión .... Marko
- Azules y grises (miniserie) (1982) .... Private Grundy
- The Executioner's Song (1982) (TV) .... Pete Galovan
- Enola Gay: The Men, the Mission, the Atomic Bomb (1980) (TV) .... Sargente Shug Crawford
- 1941 (1979) .... Private Hinshaw
- The Last Resort (1979) serie de televisión .... Zach Comstock
- Can I Do It 'Till I Need Glasses? (1977) .... Él mismo

### Apariciones en televisión
- Twin Peaks (2017) interpretando a "Jean-Michel Renault" en el episodio: "Return" (episodio # 3.7) 6/18/2017
- ER (1994) interpretando al "Hombre de Georgia" en el episodio: "Surrender" (episodio # 7.12) 2/1/2001
- G vs E (1999) interpretando "Gus Wine" en el episodio: "To Be or Not to be Evil" (episodio # 1.7) 8/29/1999
- Dharma & Greg (1997) interpretando a "Howie" en el episodio: "Bed, Bath, And Beyond" (episodio # 2.22) 5/12/1999
- The Wayans Bros. (1995) interpretando a "Ernie" en el episodio: "Saving Private Marlon" (episodio # 5.15) 1/28/1999
- Chicago Hope (1994) interpretando a "Harry Zakovitch" en el episodio: "Austin, We Have a Problem" (episodio # 5.7) 11/11/1998
- Sliders (1995) interpretando a "The Boss" en el episodio: "World Killer" (episodio # 4.5) 6/29/1998
- Michael Hayes (1997) interpretando a "Albert Parker" en el episodio: "Mob Mentality" (episodio # 1.11) 1/6/1998
- Profiler (1996) en el episodio: "Shattered Silence" (episodio # 1.10) 1/11/1997
- Grace Under Fire (1993) interpretando a "Dougie Boudreau" en el episodio: "The Ghost and Mrs. Kelly" (episodio # 4.6) 10/30/1996
- Seinfeld (1990) interpretando a "Nick" en el episodio: "The Cadillac" (episodio # 7.14) 2/8/1996
- Grace Under Fire (1993) interpretando a "Dougie Boudreau" en el episodio: "The Holidays" (episodio # 2.12) 12/13/1994
- Grace Under Fire (1993) interpretando a "Dougie" en el episodio: "Up on the Roof" (episodio # 1.2) 10/6/1993
- Grace Under Fire (1993) interpretando a "Dougie" en el episodio: "Grace Under Fire (pilot)" (episodio # 1.1) 9/29/1993
- Batman: The Animated Series (1992) interpretando a  "Falcone" en el episodio: "Blind as a Bat" (episodio # 1.54) 2/22/1993
- Batman: The Animated Series (1992) interpretando a "Falcone" en el episodio: "The Mechanic" (episodio # 1.48) 1/24/1993
- Night Court (1984) interpretando a "Walter Plimp" en el episodio: "To Sir With ... Ah, What the Heck ... Love" (episodio # 9.18) 1992
- Who's the Boss? (1984) interpretando a "Tiny" en el episodio: "Who's the Boss?" (episodio # 8.14) 1/25/1992
- Night Court" (1984) interpretando a "Walter Plimp" en el episodio: "Shave and a Haircut" (episodio # 9.12) 1992
- Night Court (1984) interpretando a "Walter Plimp"en el episodio: "The System Works" (episodio # 9.9) 11/17/1991
- Life Goes On (1989/I) interpretando a "Nathan" en el episodio: "Arthur" (episodio # 2.20) 4/7/1991
- Night Court (1984) interpretando a "Mr. Doyle" en el episodio: "Mama Was a Rollin' Stone" (episodio # 8.15) 1991
- Bagdad Cafe (1990) interpretando a "Bobby" en el episodio: "City On A Hill" 10/26/1990
- Matlock (1986) interpretando a "Bartender" en el episodio: "No Where To Turn" (episodio # 5.2) 9/25/1990
- Twin Peaks (1990) interpretando a "Jacques Renault" en el episodio: "The Last Evening" (episodio # 1.7) 5/23/1990
- Twin Peaks (1990) interpretando a"Jacques Renault"  en el episodio: "Realization Time" (episodio # 1.6) 5/17/1990
- Twin Peaks (1990) interpretando a "Jacques Renault"  en el episodio: "Rest in Pain" (episodio # 1.3) 4/26/1990
- Murder, She Wrote (1984) interpretando a "Howard"  en el episodio: "When the Fat Lady Sings" (episodio # 6.8) 11/19/1989
- Wiseguy (1987)  en el episodio: "Sins of the Father" (episode # 3.3) 10/4/1989
- Mr. Belvedere (1985) interpretando a "Allan"  en el episodio: "Really Full House" (episodio # 5.18) 3/17/1989
- Who's the Boss? (1984) interpretando a "Tiny" en el episodio: "Boozin' Buddies" (episode # 5.17) 3/7/1989
- L.A. Law (1986) interpretando a "Mr. Hartvig" en el episodio: "Full Marital Jacket" (episodio # 2.10) 1/7/1988
- Mr. Belvedere (1985) interpretando a "Allan"  en el episodio: "The Wedding" (episodio # 4.6) 12/4/1987
- The Charmings (1987) interpretando a "Henry Giant"  en el episodio: "The Charmings and the Beanstalk" (episodio # 2.9) 11/26/1987
- Who's the Boss? (1984) interpretando a "Tiny McGee"  en el episodio: "Frankie and Tony are Lovers" (episodio # 4.1) 9/22/1987
- Who's the Boss? (1984) interpretando a "Tiny McGee"  en el episodio: "A Moving Episode" (episodio  # 3.24) 5/19/1987
- Married... with Children (1987) interpretando a "Violinist"  en el episodio: "Sixteen Years and What Do You Get" (episodio # 1.6) 5/10/1987
- Family Ties (1982) interpretando a "Walter Luskin" en el episodio: "Architect's Apprentice" (episodio # 5.14) 1/15/1987
- Shell Game (1987) interpretando a "Norman van Delken"  en el episodio: "Norman's Parking Ticket" (episodio # 1.2) 1/15/1987
- Designing Women (1986) interpretando a "Mason Dodd"  en el episodio: "A Big Affair" (episodio # 1.3) 10/20/1986
- Night Court (1984) interpretando a "Mr. Freedman"  en el episodio: "Giving Thanks" (episode # 4.2) 1987
- Hardcastle and McCormick (1983) interpretando a "Conyo"  en el episodio: "In the Eye of the Beholder" (episodio # 3.20) 3/17/1986
- The A-Team (1983) interpretando a "Joe Skrylow" en el episodio: "There Goes the Neighbourhood" (episodio # 4.10) 12/3/1985
- Tall Tales & Legends (1985) interpretando a "Van Epps"  en el episodio: "The Legend of Sleepy Hollow"
- Newhart (1982) en el episodio: "My Fair Larry" (episodio # 3.17) 3/4/1984
- The Duck Factory (1984)  en el episodio: "The Children's Half Hour" 1984
- The Love Boat" (1977)  en el episodio: "Dee Dee's Dilemma/Julie's Blind Date/The Prize Winner" 12/10/1983
- Cheers (1982) interpretando a "Wally Bodell"  en el episodio: "They Called Me Mayday" (episodio # 2.9) 12/1/1983
- Family Ties (1982) interpretando a "Bill Channing" en el episodio: "Working At It" (episodio # 2.8) 11/2/1983
- Taxi (1978) interpretando a "Tom"  en el episodio: "Jim's Mario's" (episodio # 5.22) 5/18/1983
- It's a Living (1980) interpretando a "Dan"  en el episodio: "Falling in Love Again" (episodio # 2.11) 2/19/1982
- Barney Miller (1975)  en el episodio: "The Clown" (episodio # 8.10) 1/21/1982
- Barney Miller (1975) interpretando a "Walter Cushing"  en el episodio: "Liquidation" (episodio # 7.22) 5/21/1981
- Alice (1976) interpretando a "Sonny" en el episodio: "Vera Goes Out on a Limb" (episodio # 5.11) 1/18/1981
- Taxi (1978) interpretando a "Tom" en el episodio: "Going Home" (episodio # 3.5) 12/17/1980
- The Rockford Files (1974) interpretando a "Mac Amodeus" en el episodio: "The Jersey Bounce" (episodio # 5.3) 10/6/1978